# 鳥取県道285号米子空港境港停車場線
鳥取県道285号米子空港境港停車場線（とっとりけんどう285ごう よなごくうこうさかいみなとていしゃじょうせん）は、鳥取県境港市を通る一般県道である。

## 概要
境港市佐斐神町から境港市大正町に至る。

### 路線データ
- 起点：鳥取県境港市佐斐神町（美保飛行場（米子鬼太郎空港）前、鳥取県道271号米子空港線起点）
- 終点：鳥取県境港市大正町（JR西日本境線 境港駅前）
- 総延長：5.8 km

## 歴史
- 1995年（平成7年）3月28日 - 鳥取県告示第275号により鳥取県道285号米子空港境港停車場線として認定される[1]。

## 路線状況

### 重複区間
- 鳥取県道271号米子空港線（境港市佐斐神町（起点） - 境港市小篠津町・米子鬼太郎空港交差点）
- 鳥取県道・島根県道2号境美保関線（境港市明治町 - 境港市大正町）

## 地理

終点付近に建つ水木しげるの銅像。終点付近は水木しげるロードであり、数多くの銅像が建つ

### 通過する自治体
- 鳥取県
  - 境港市

### 交差する道路
| 交差する道路                                                | 交差する場所 | 交差する場所         |
| ----------------------------------------------------------- | ------------ | -------------------- |
| 鳥取県道271号米子空港線 重複区間起点                        | 佐斐神町     | 起点                 |
| 鳥取県道271号米子空港線 重複区間終点                        | 小篠津町     | 米子鬼太郎空港交差点 |
| 鳥取県道47号米子境港線 鳥取県道502号米子境港自転車道線 重複 | 幸神町       | 幸神町交差点         |
| 鳥取県道246号渡余子停車場線                                 | 竹内町       | 第二中学校交差点     |
| 鳥取県道47号米子境港線 鳥取県道502号米子境港自転車道線 重複 | 蓮池町       | 蓮池町交差点         |
| 鳥取県道・島根県道2号境美保関線 重複区間起点                | 明治町       |                      |
| 鳥取県道・島根県道2号境美保関線 重複区間終点                | 大正町       |                      |

### 交差する鉄道
- 境線

### 沿線
- 美保飛行場（米子鬼太郎空港）
- 境港市立第二中学校
- 境港市学校給食センター
- 境港市民体育館
- 境港市文化ホール
- 境港消防署
- JR西日本境線
  - 馬場崎町駅 - 境港駅
- 千代むすび酒造
- 水木しげるロード